# Giăm bông

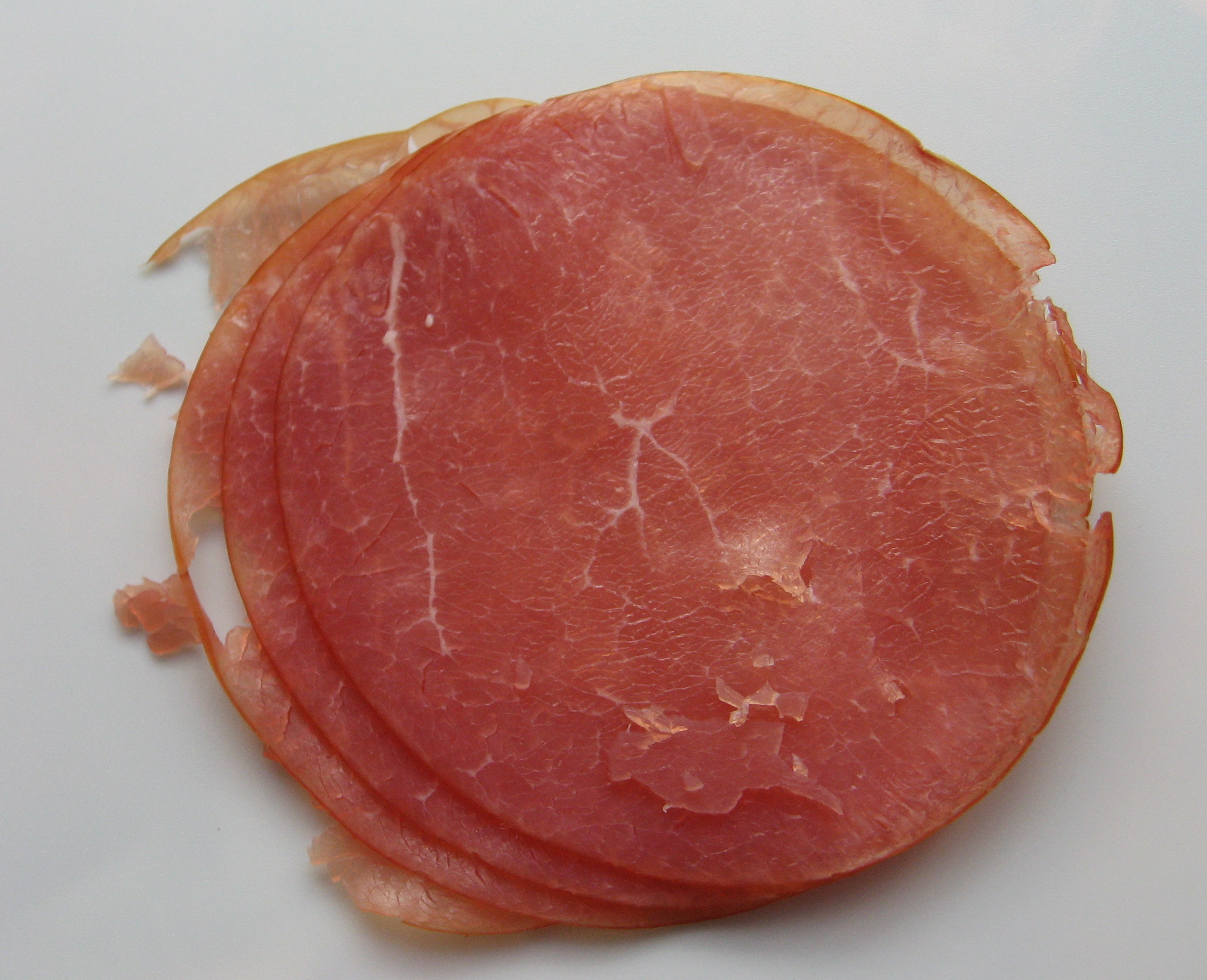
Một miếng thịt nguội

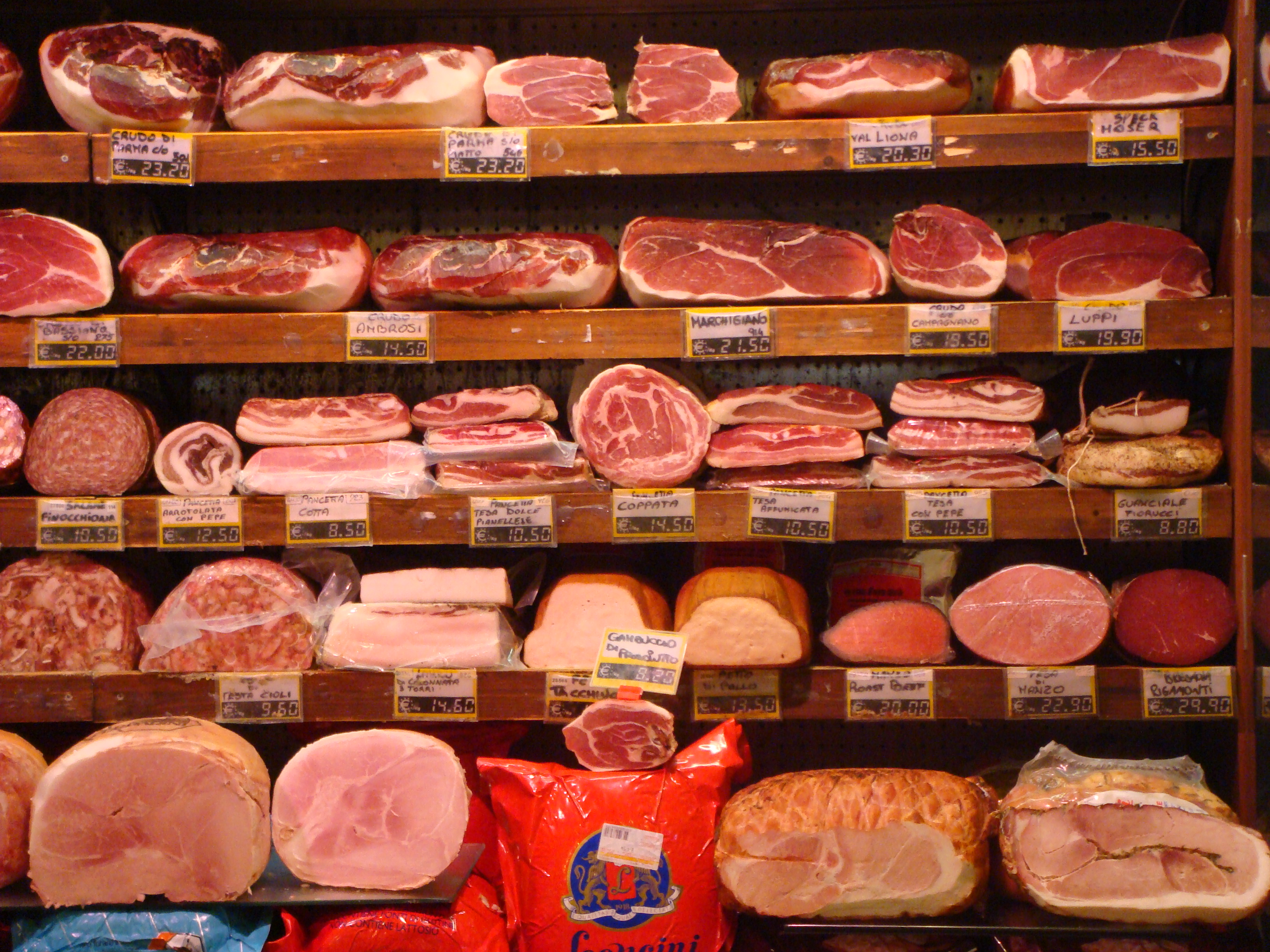
Một vài loại thịt nguội bán trong một cửa hàng tại Rome, Ý

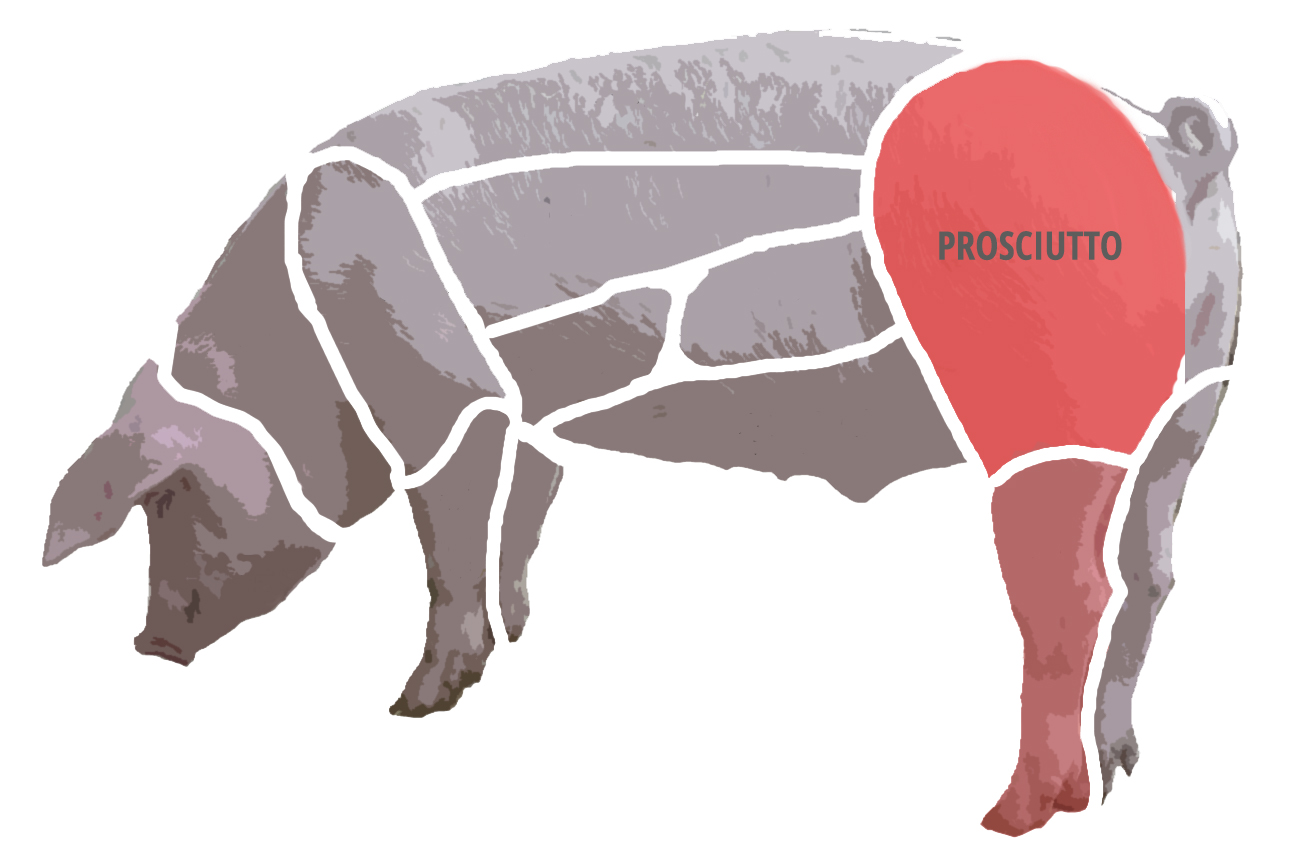
Sơ đồ với vị trí thịt đùi heo (màu đậm), khúc thịt dùng làm giăm bông

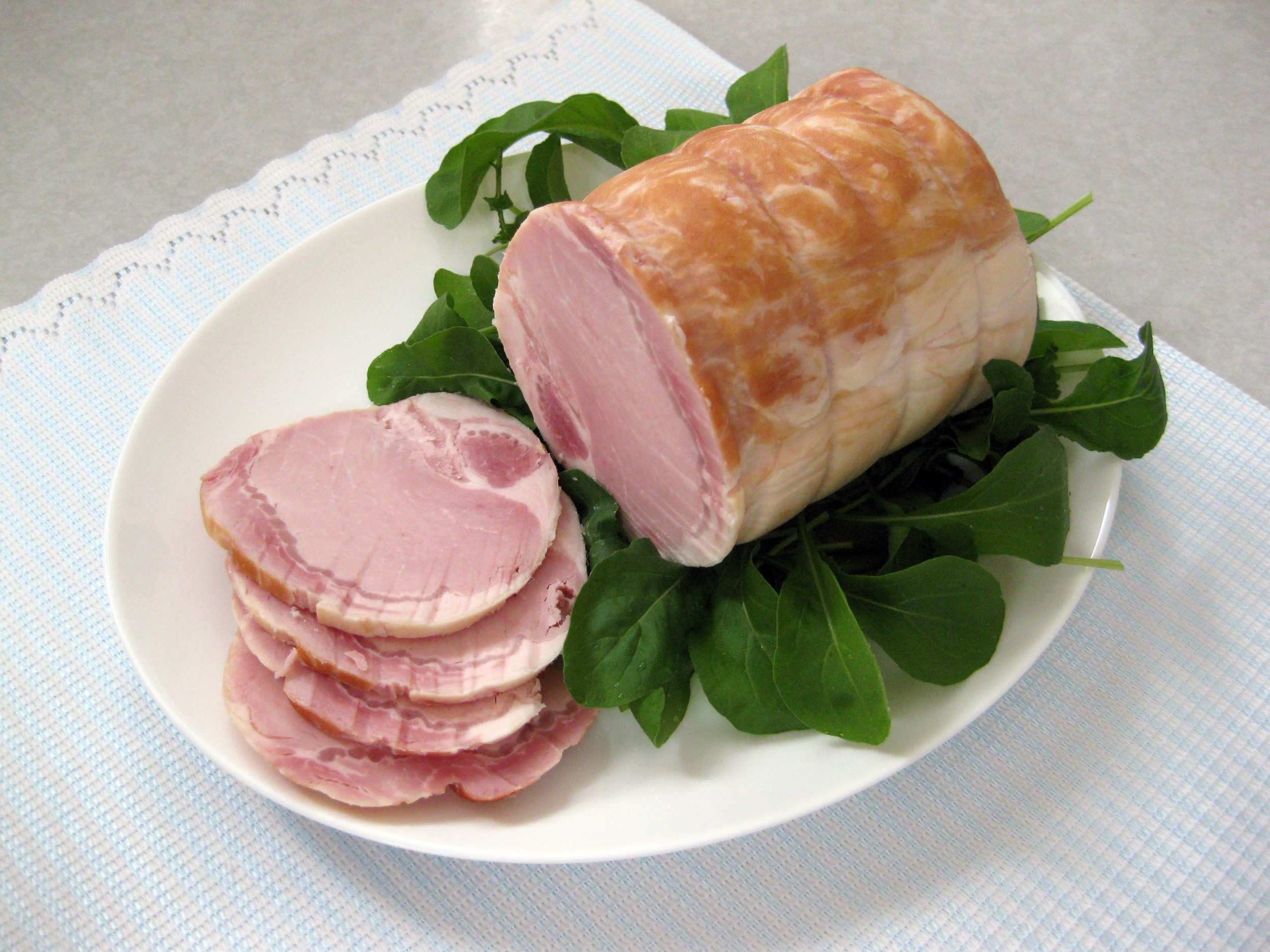
Một miếng thịt nguội

Giăm bông (bắt nguồn từ từ tiếng Pháp jambon /ʒɑ̃bɔ̃/), còn được viết là dăm bông, còn gọi là thịt nguội là một món ăn làm từ đùi heo có nguồn gốc từ các nước châu Âu. Khi chưa có tủ lạnh và tủ đông để bảo quản thịt lâu ngày, người dân đã ướp muối các đùi heo và phơi khô (giăm bông khô hoặc còn gọi là giăm bông sống), hoặc ướp muối và luộc trong nước dùng (giăm bông tươi hoặc giăm bông chín). Đây là một trong những món ăn phổ biến, tuy nhiên có những cảnh báo về nguy cơ ung thư khi ăn quá nhiều thịt nguội.

## Phân loại
Thuật ngữ "ham" hay thịt nguội được dùng để gọi các sản phẩm thịt làm sẵn, thường được ăn lạnh và thường làm từ chân lợn. Tùy thuộc vào cách thức, chúng được ướp muối, luộc, rang, phơi khô hoặc hun khói. 
- Giăm bông hun khói xuất phát từ những vùng lạnh và ẩm, mà cả thịt ướp muối cũng có thể bị mốc vì độ ẩm. Những sản phẩm được biết tới nhiều là Westfälischer Schinken, Holsteiner Katenschinken, Ammerländer Schinken và Schwarzwälder Schinken, mà được hun khói bằng gỗ cây thông.
- Giăm bông treo khô thường được sản xuất ở các nước Nam Âu như Pháp, Tây Ban Nha và Ý, nơi khí hậu cho phép thịt được khô đi dần dần. Nổi tiếng là Prosciutto di Parma của Ý, được xát muối và treo khô trên hơn 1 năm. Cũng từ vùng này là loại giăm bông hiếm và đắt hơn, Culatello-giăm bông.
- Giăm bông nấu ban đầu được chích nước muối có pha với gia vị. Lượng nước chích bằng khoảng 20% lượng thịt. Sau đó thịt được trụng nưới sôi rồi hun khói hoặc hun khói trước khi trụng. Do lượng nước cao giăm bông chín phải để ở chỗ lạnh và chỉ giữ được vài ngày. Một loại nổi tiếng là Prager Schinken (Pražská šunka) của vùng Bohemia, nó được kho hoặc được bọc trong bột bánh mì bỏ lò cũng được dùng trong các món ăn nóng.
- Giăm bông sống ướp mối được xát muối rồi sau đó treo lên phơi khô hay hun khói để giữ được lâu.
- Giăm bông Serrano của Tây Ban Nha cũng được chế biến tương tự nhưng thường thì được trộn nhiều gia vị hơn. Một đặc sản khác của nước này là Jamón Ibérico Bellota, còn được gọi là Pata-Negra-giăm bông, xuất phát từ thịt của heo đen nhà, nhưng thả ra sống hoang ăn hạt dẻ (bellota) trong các rừng hạt dẻ. ba loại giăm bông treo khô khác được ưa thích là San-Daniele-giăm bông của Ý, Bayonne-giăm bông (Jambon de Bayonne) từ vùng ở nước Pháp của Baskenland và Aoste-giăm bông (Jambon de Bosses) của Pháp ở vùng Savoyer Alpen. Cũng nổi tiếng là Presunto de Chaves từ Chaves ở Bồ Đào Nha. Giăm bông treo khô thường được cắt rất mỏng vì nó dai hơn.

## Dinh dưỡng
Ăn nhiều giăm bông (khô hoặc tươi) không tốt cho sức khỏe vì để giữ thịt heo được màu đỏ thì người ta bỏ chất kali nitrat (được ghi trên các sản phẩm với ký hiệu E252, và phân tử hóa chất là KNO3, còn gọi là diêm tiêu), chất này nếu quá hàm lượng 2g/kg sẽ có nguy cơ trực tiếp dẫn đến ung thư.

## Hình ảnh

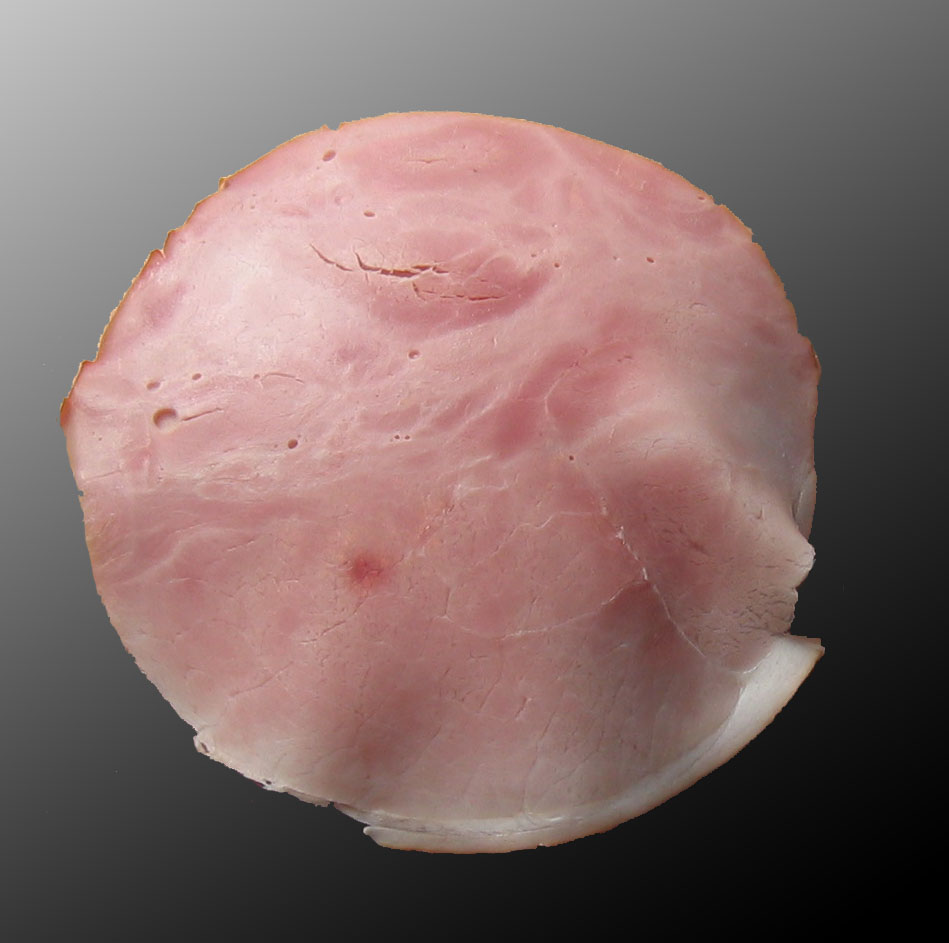
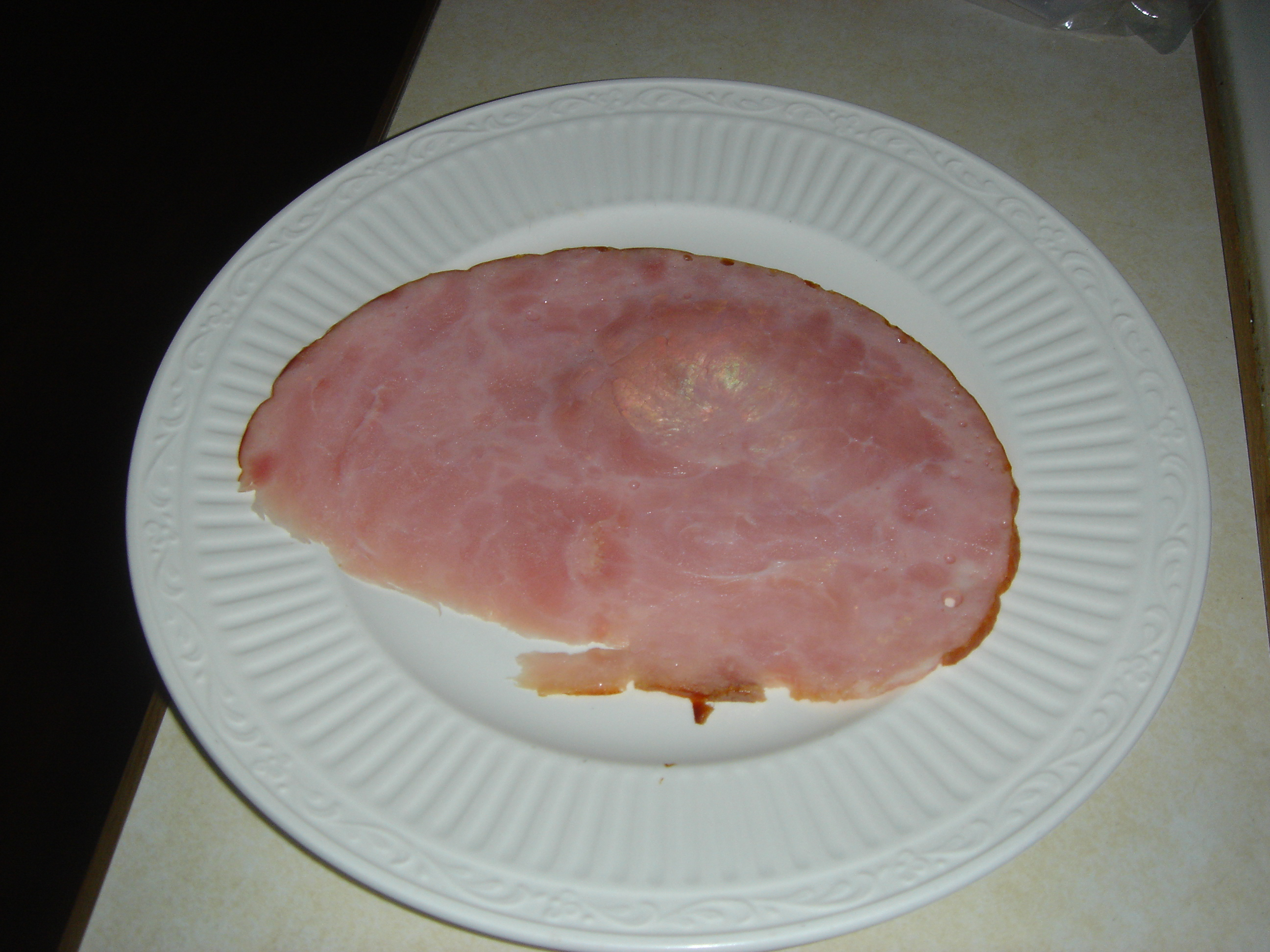
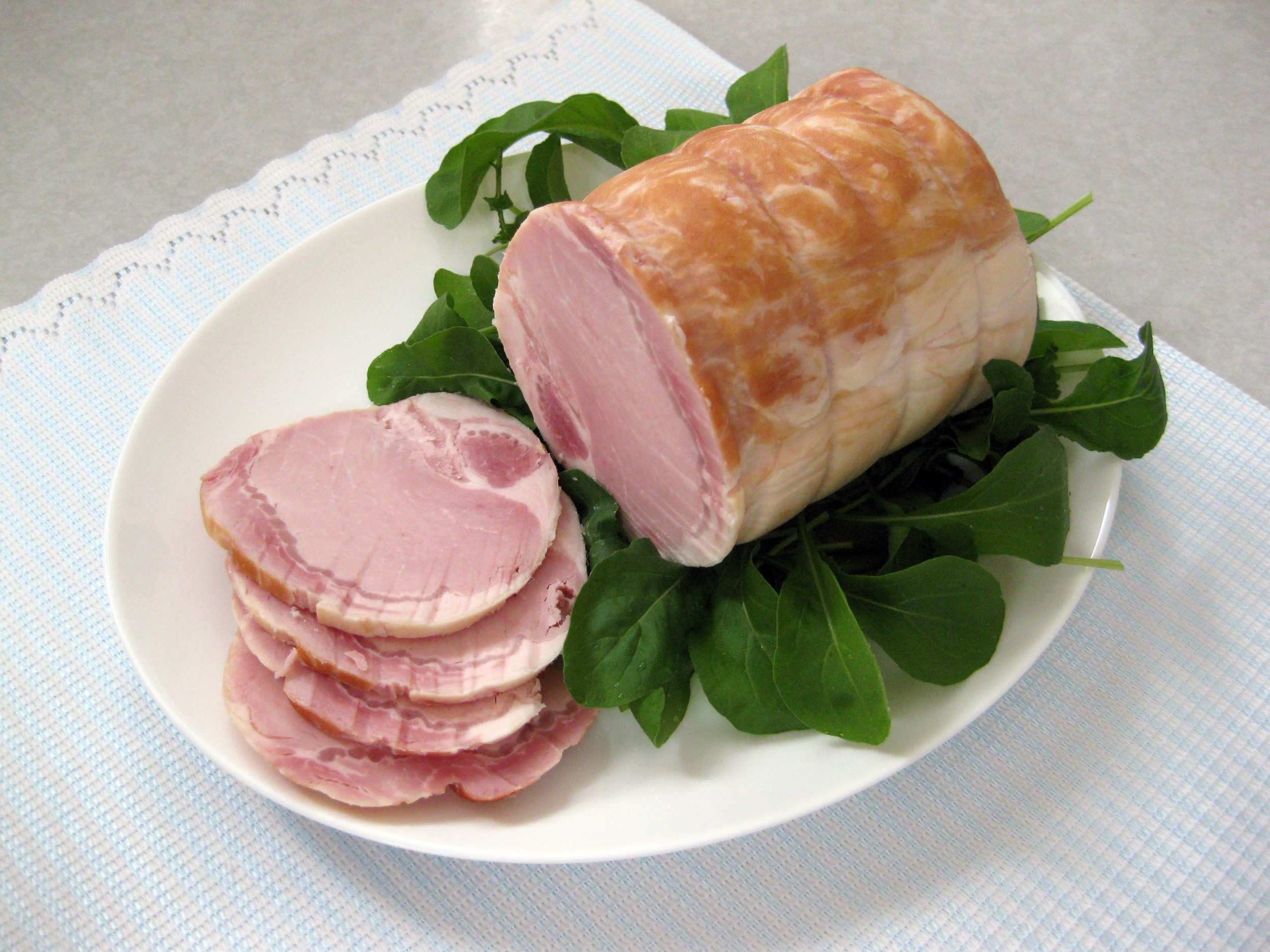
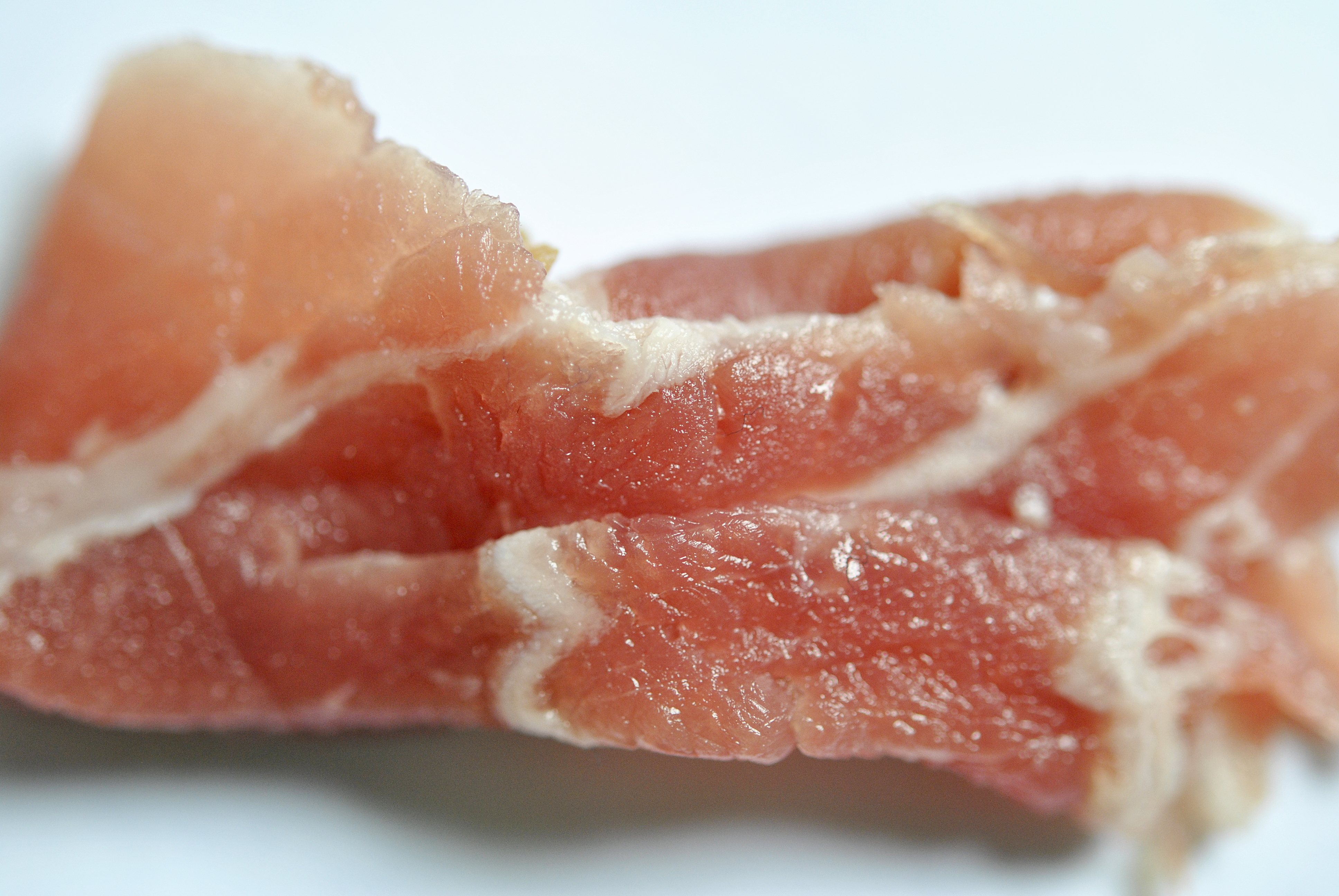
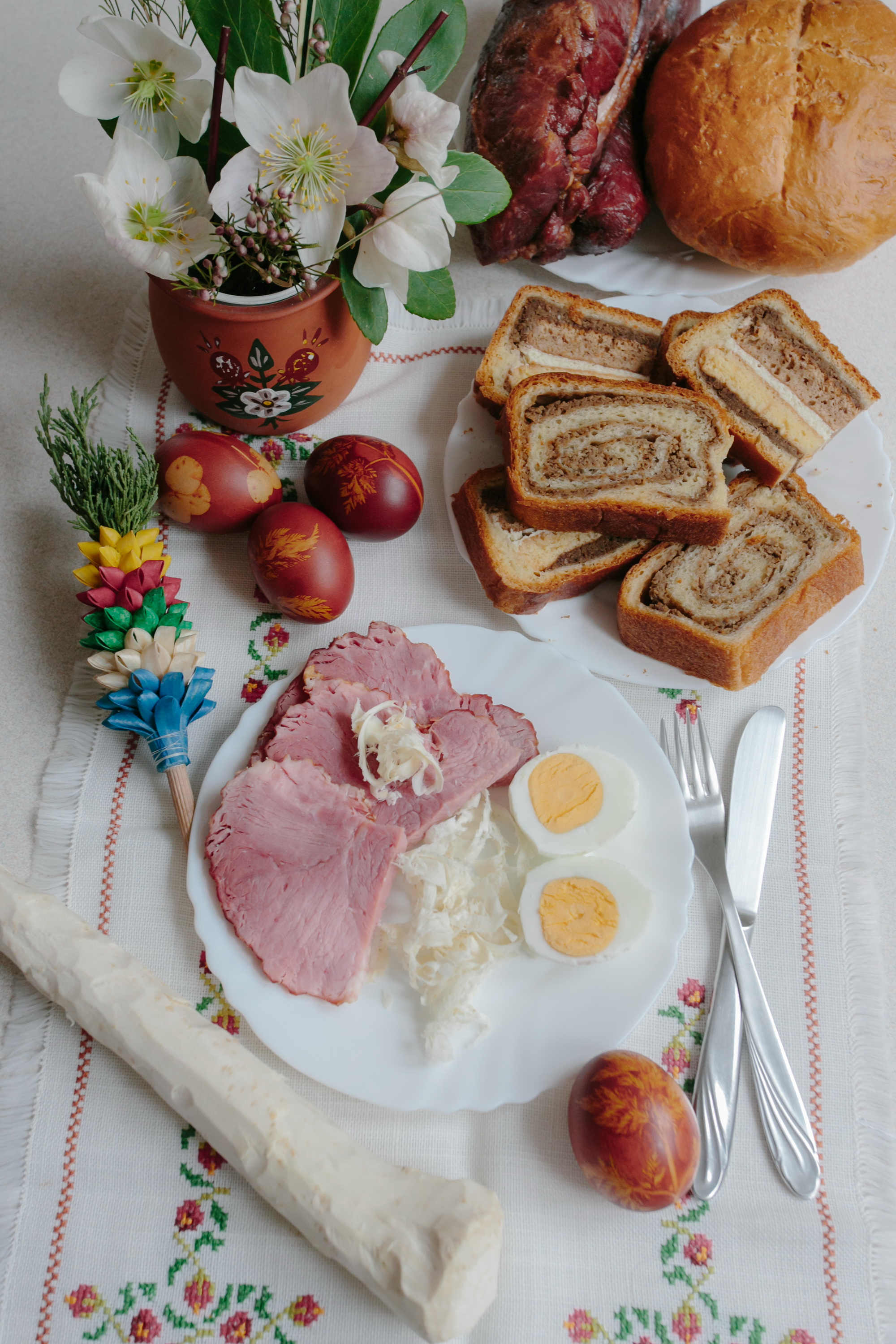
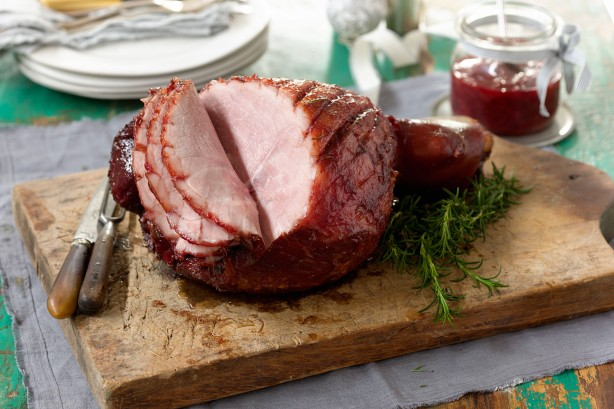
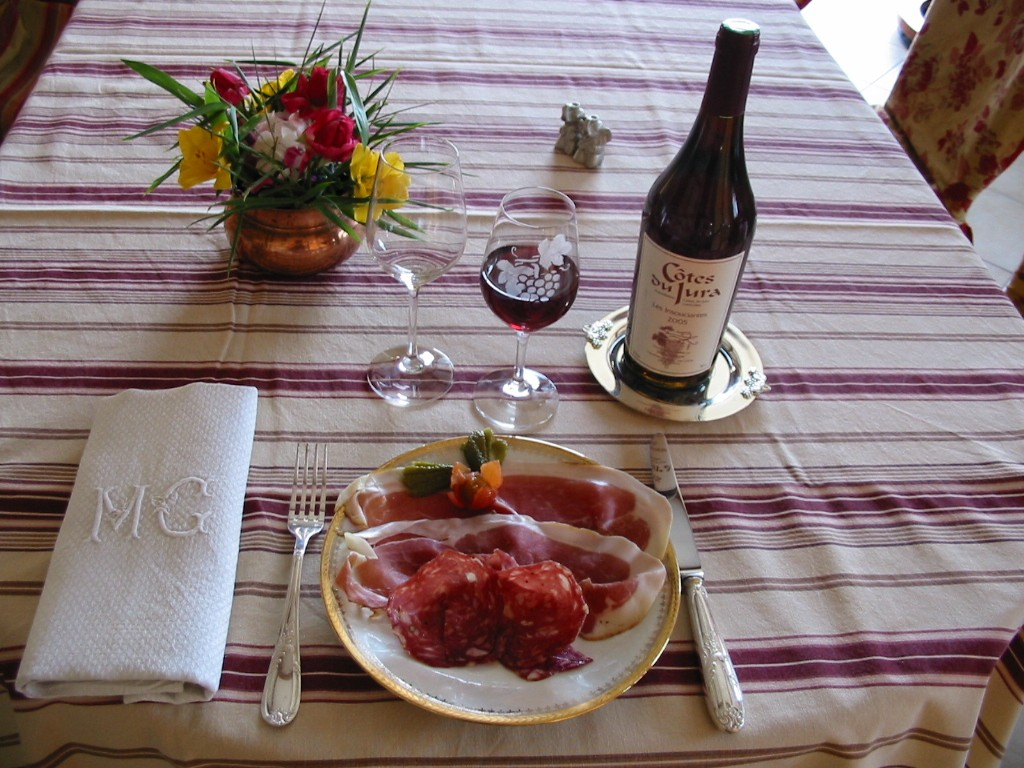
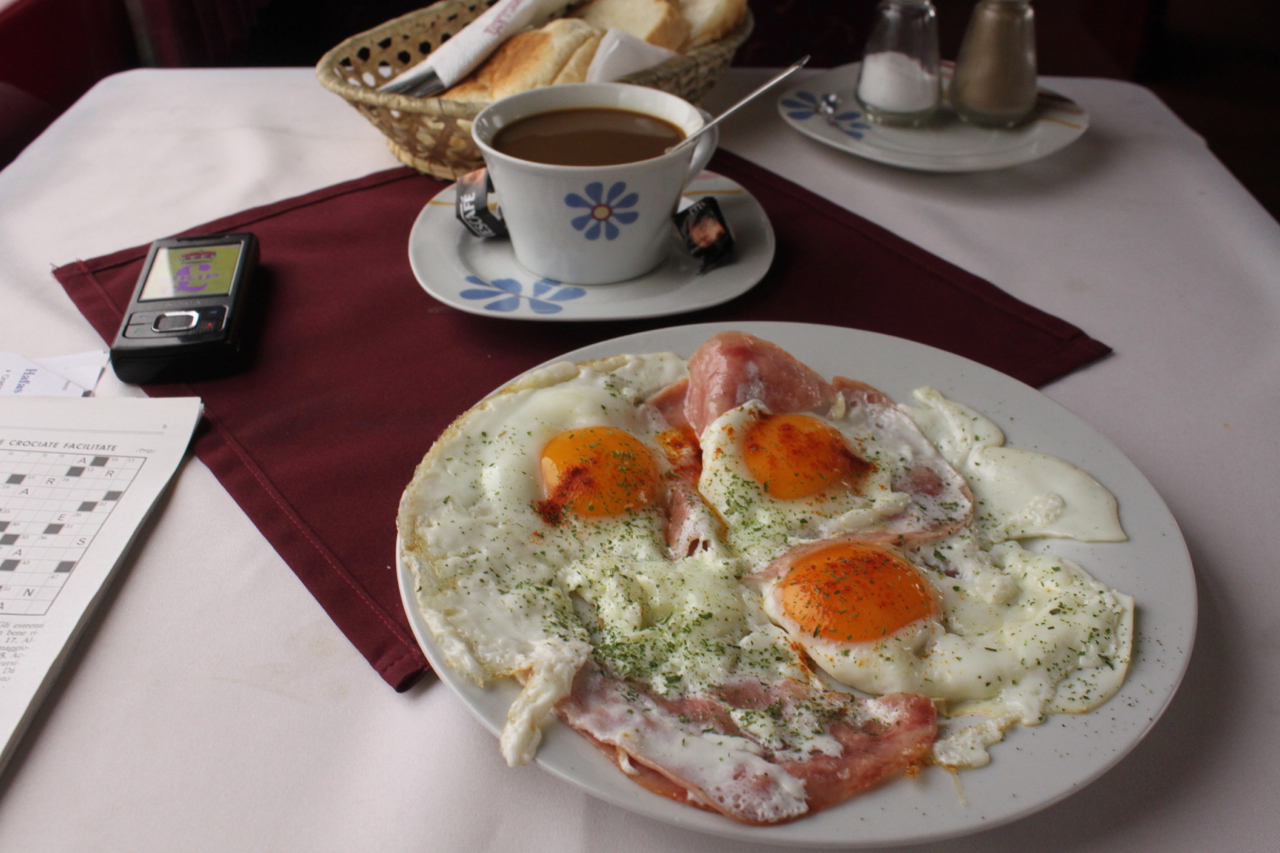
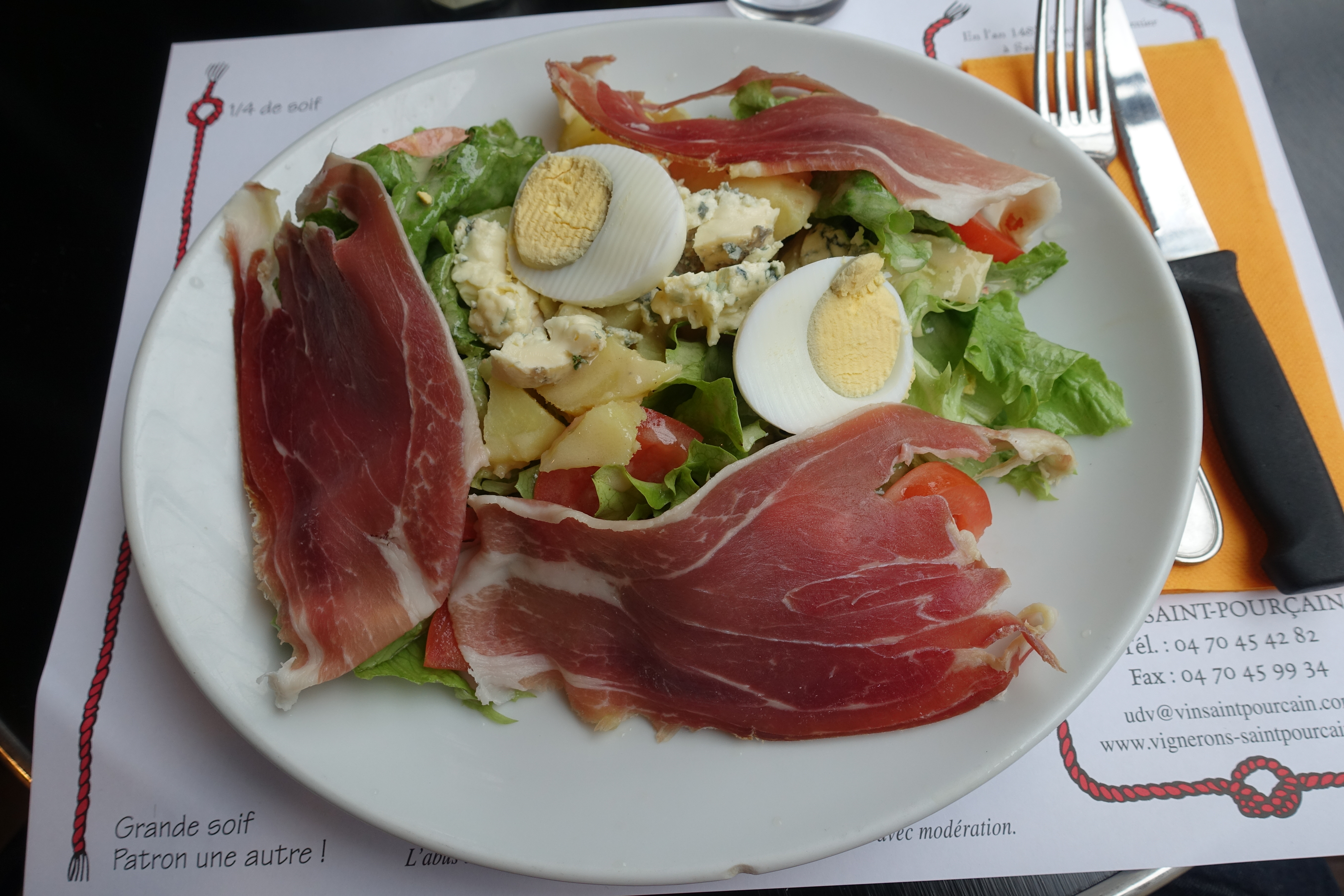
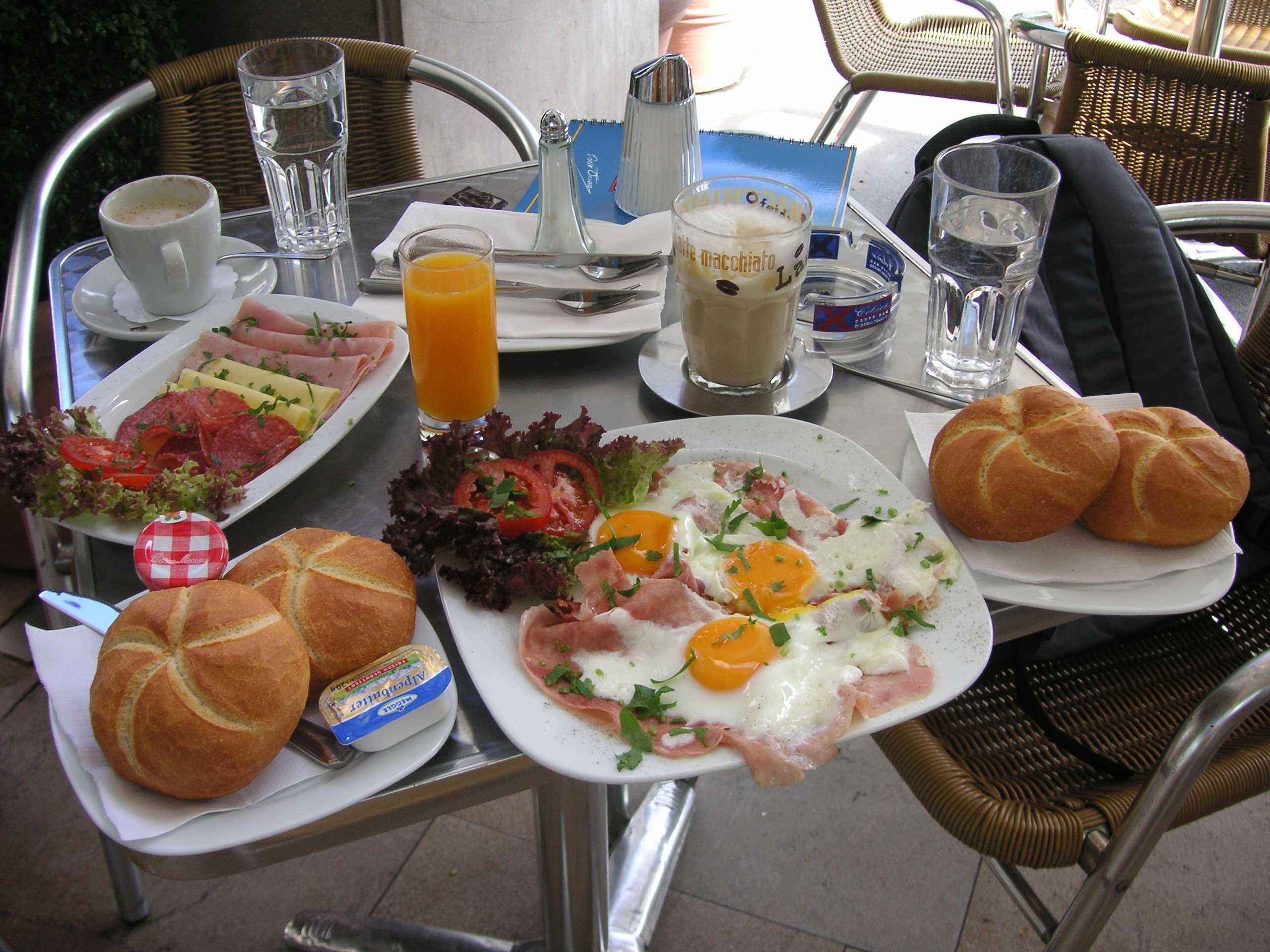
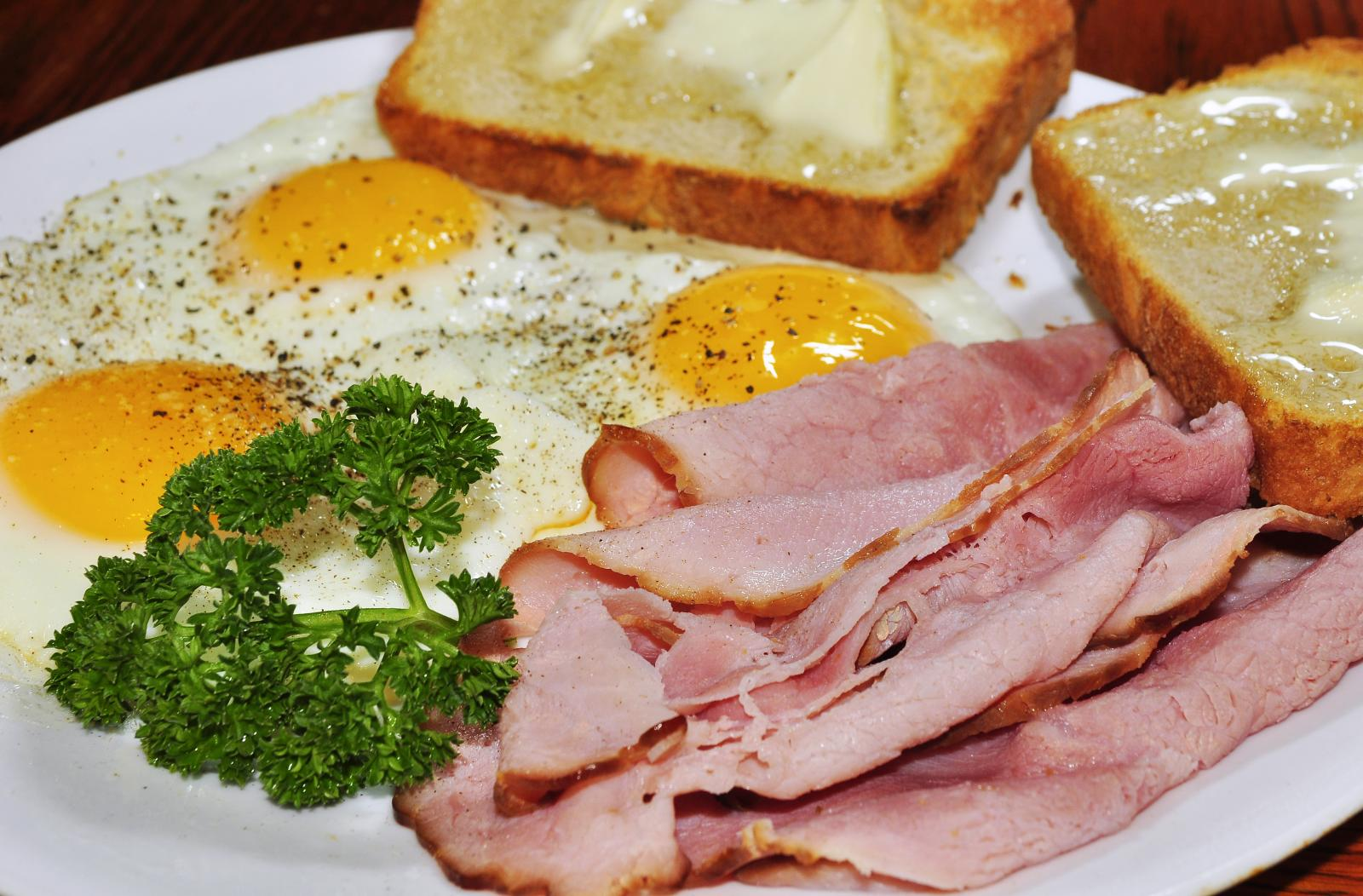
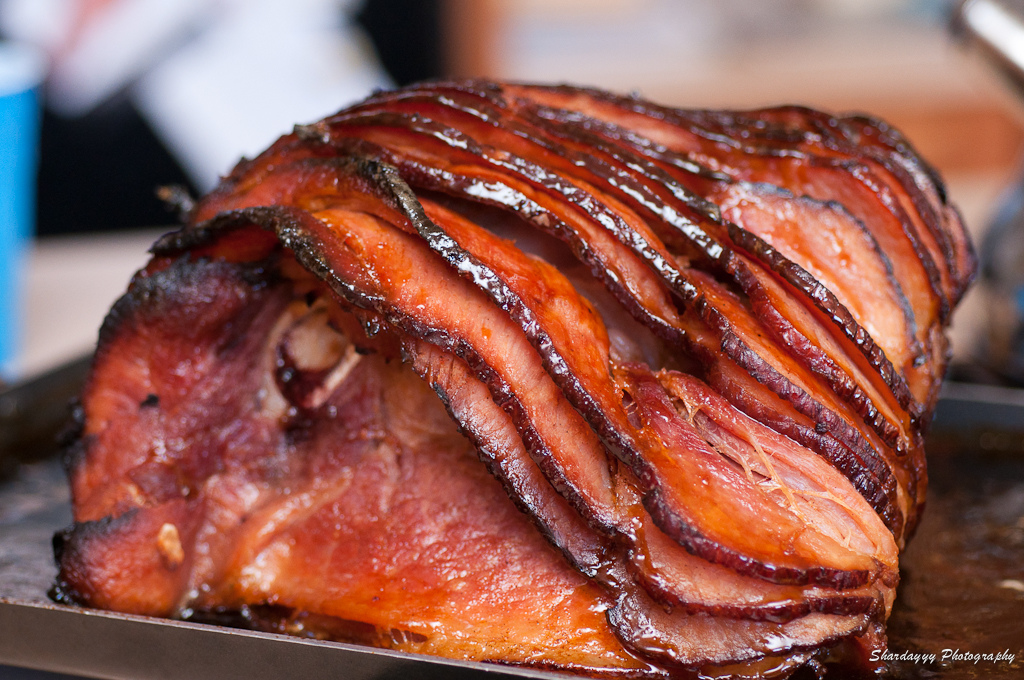